# Aspilodemon hirtisignatus
Aspilodemon hirtisignatus är en stekelart som beskrevs av Fischer 1966. Aspilodemon hirtisignatus ingår i släktet Aspilodemon och familjen bracksteklar. Inga underarter finns listade.